# Auto Mag Pistol
A .44 Auto Mag pistol (AMP) é uma pistola semiautomática de grosso calibre. Foi projetada entre 1966 e 1971 pela "Auto Mag Corporation" para obter uma pistola semiautomática com câmara para o cartucho .44 AMP.
A reputação e a aparência da pistola tornaram-na popular no cinema e nos romances e várias versões dela são listadas como "Curiosidades e relíquias" pela ATF.